# 帕特里克·法比安
帕特里克·法比安（英語：Patrick Fabian，1964年12月7日—）是一位美國男演員。他知名於在《絕命律師》（2015-2022年）中飾演律師霍華德·漢姆林。他出演過的電影包括《總統特工隊》（2006年）、《最後大法師》（2010年）、《豬》（2011年）和《吉米》（2013年）。

## 早年生活
帕特里克·法比安在1964年12月7日出生於宾夕法尼亚州匹兹堡，並在坎伯蘭縣的新坎伯蘭長大。他的父親在賓夕凡尼亞州高等教育援助署（PHEAA）工作。他就讀於宾夕法尼亚州立大学並取得藝術創作學士學位。他後來搬到加利福尼亚州，並在加州州立大学长滩分校取得藝術創作碩士學位。

## 職業生涯
法比安生涯初期的其中一個重要角色是在NBC的《救命下課鈴：大學時代》（1993-1994年）中飾演耶利米·拉斯基教授（Professor Jeremiah Laskey）。他是短命電視劇《天使紅娘》（2008-2009年）、《工人階層》（2011年）和《命運寫手》（2019-2021年）的主要演員。他在《天國的女兒》、《美眉校探》、《Gigantic》和《三棲大丈夫》中飾演常設角色。
法比安出演了包括《最後大法師》在內的多部電影，並在《威尔与格蕾丝》和《老友记》等知名電視節目中多次客串。他近期在AMC電視劇《絕命律師》中飾演主要角色霍華德·漢姆林。
法比安在纽约的戲劇作品包括妮基·西爾弗（Nicky Silver）的《The Food Chain》、埃里克·博高森的《Humpty Dumpty》和《Six Degrees of Separation》（全國巡演），在洛杉磯的作品則包括霍華德·古爾德（Howard Gould）的《Diva》和唐納德·馬古利斯的《Dinner With Friends》。

## 個人生活

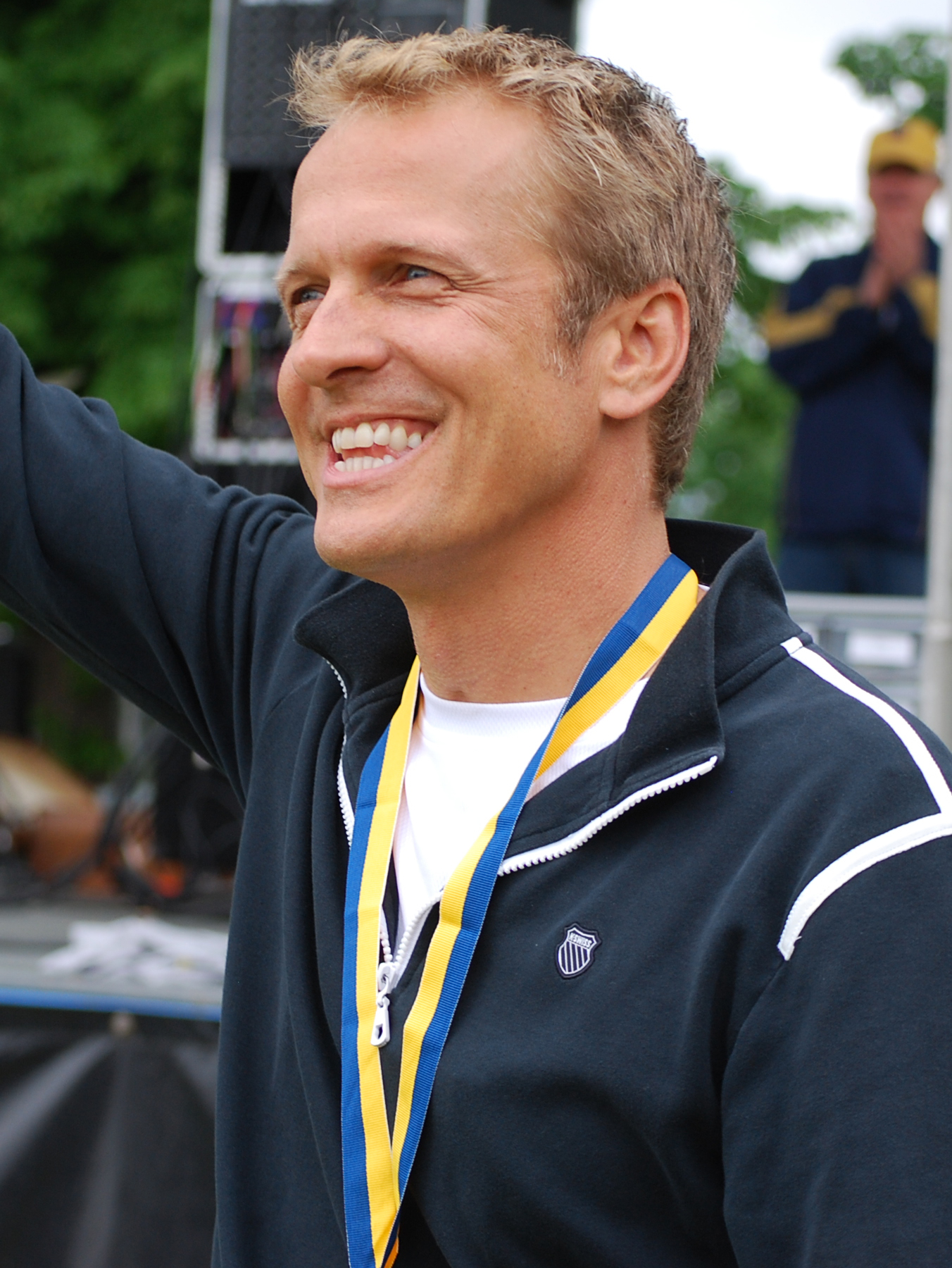
2011年的法比安

法比安在2009年2月14日與編劇和喜劇演員曼迪·法比安（原姓斯泰克爾貝格）（Mandy Fabian (née Steckelberg)）結婚，兩人婚後育有兩個女兒。

## 作品列表
| † | 表示尚未發行的作品 |

### 電影
| 年份 | 標題                          | 角色              | 附註                      |
| ---- | ----------------------------- | ----------------- | ------------------------- |
| 1998 | 《酸葡萄》                    | 帕爾默（Palmer）        |                           |
| 2004 | 《錯過又如何》                | 鮑比·富蘭克林（Bobby Franklin） |                           |
| 2005 | 《愛狗男人請來電》            | 唐納德（Donald）        |                           |
| 2006 | 《總統特工隊》                | 布萊恩·馬丁（Brian Martin）   |                           |
| 2009 | 《春假一團糟》                | 凱文（Kevin）          |                           |
| 2010 | 《最後大法師》                | 科頓·馬庫斯（Cotton Marcus）   |                           |
| 2010 | 《太空人的土地》 （英語：The Land of the Astronauts）   | 羅素（Russell）          |                           |
| 2011 | 《豬》                        | 內科醫生          |                           |
| 2012 | 《混蛋》                      | 馬拉克警官（Officer Malark）    |                           |
| 2012 | 《阿特拉斯聳聳肩2》           | 詹姆斯·塔格特（James Taggart） |                           |
| 2012 | 《日常魔法故事》 （英語：Tales of Everyday Magic）   | 瑞恩·基爾戈（Ryan Kilgore）   |                           |
| 2013 | 《吉米》                      | 李·米切爾（Lee Mitchell）     |                           |
| 2014 | 《混蛋2》                     | 馬拉克警官（Officer Malark）    |                           |
| 2015 | 《哀兵兒童》                  | 泰德·巴雷特（Ted Barret）   |                           |
| 2017 | 《X駕駛員》 （英語：DriverX）        | 倫納德·摩爾（Leonard Moore）   |                           |
| 2018 | 《射門》 （英語：Shoot）           | 羅伯特教練（Coach Robert）    |                           |
| 2018 | 《30個夜晚》 （英語：30 Nights）       | 加里（Gary）          |                           |
| 2018 | 《超人之死》                  | 漢克·亨肖         | 配音角色； 非戲院首映電影 |
| 2019 | 《超人王朝》                  | 漢克·亨肖         | 配音角色； 非戲院首映電影 |
| 2019 | 《超人之死而復生》 （英語：The Death and Return of Superman） | 漢克·亨肖         | 配音角色； 非戲院首映電影 |
| 2019 | 《課外活動》 （英語：Extracurricular Activities）       | 華萊士先生（Mr. Wallace）    |                           |
| 2019 | 《嗜血之愛》                  | 阿拉斯泰爾（Alastaire）    |                           |
| TBA  | 《The Other Zoey》†           | TBA               |                           |

### 電視
| 年份        | 標題                      | 角色                                 | 附註                                                                       |
| ----------- | ------------------------- | ------------------------------------ | -------------------------------------------------------------------------- |
| 1992        | 《證據機構》              | 斯科特·伊斯頓（Scott Easton）                    | 單集：“The Edge”                                                           |
| 1992        | 《豪門疑案》              | 羅恩·格沙克（Ron Gerschak）                      | 單集：“Bad Blood”                                                          |
| 1993        | 《為愛與榮耀》 （英語：For Love and Glory） | 不適用                               | 未售出的電視試播集                                                         |
| 1993        | 《飛越比佛利》            | 查理·狄克遜（Charlie Dixon）                      | 單集：“The Little Fish”                                                    |
| 1993-1994   | 《救命下課鈴：大學時代》  | 耶利米·拉斯基教授（Professor Jeremiah Laskey）                | 常設角色；8集                                                              |
| 1994        | 《女作家與謀殺案》        | 拉里·希爾茲（Larry Shields）                      | 單集：“Murder of the Month Club”                                           |
| 1995        | 《大學醫院》              | 庫爾特·帕爾默（Kurt Palmer）                    | 單集：“Endings and Beginnings”                                             |
| 1995        | 《飛越情海》              | 洛厄爾（Lowell）                           | 單集：“To Live and Die in Malibu”                                          |
| 1996        | 《波士頓公園》            | 傑克·里德教授（Prof. Jack Reed）                    | 單集：試播集                                                               |
| 1996        | 《Townies》               | 丹尼（Danny）                             | 單集：“Townies”                                                            |
| 1997        | 《星艦奇航記：重返地球》  | 泰蒙（Taymon）                             | 單集：“Favorite Son”                                                       |
| 1997        | 《有線大亨戰》            | 布蘭登·喬伊納（Brandon Joyner）                    | 電視電影                                                                   |
| 1997        | 《千年追兇》              | 拉特芬科維奇（Ratfinkovich）                     | 單集：“Jose Chung's Doomsday Defense”                                      |
| 1997        | 《杏林春暖》              | 泰德·穆爾蒂（Ted Murty）                      | 未知劇集                                                                   |
| 1998        | 《齊娜武士公主》          | 雷夫（Rafe）                             | 單集：“King Con”                                                           |
| 1998        | 《珍妮》                  | 帕克（Parker）                             | 單集：“A Girl's Gotta Come Through in a Clutch”                            |
| 1998        | 《時空特警》              | 迪恩·庫克／埃里克·庫克（Dean Cooke / Eric Cooke）           | 單集：“Lost Voyage”                                                        |
| 1998        | 《老友记》                | 丹（）                               | 單集：“The One Hundredth”                                                  |
| 1999        | 《荒地》                  | 不適用                               | 單集：“Great Expectations”                                                 |
| 1999        | 《愛神》                  | 唐吉訶德（Don Quixote）                         | 單集：“Grand Delusions”                                                    |
| 1999        | 《天生一對》              | 亞歷克斯·里爾登（Alex Reardon）                  | 單集：“My Boyfriend's Back”                                                |
| 1999        | 《老公老婆不登對》        | 道格（Doug）                             | 單集：“Looking for the Goodbars”                                           |
| 1999-2000   | 《有生之年》              | 斯賓塞·哈洛威（Spencer Halloway）                    | 常設角色；6集                                                              |
| 1999-2002   | 《普羅維登斯》            | 傑里·考夫曼（Jerry Kaufman）                      | 常設角色；7集                                                              |
| 2000        | 《牛人阿利斯》            | 雅克（Jacques）                             | 單集：“Honoring Our Past”                                                  |
| 2000        | 《FreakyLinks》           | 韋恩（Wayne）                             | 單集：“Subject: Edith Keeler Must Die”                                     |
| 2001        | 《正常的問題》            | 埃里克（Eric）                           | 單集：“Manhattan Transference”                                             |
| 2001        | 《追悔莫及》              | 布賴恩（Brian）                           | 2集                                                                        |
| 2001        | 《納什警督》              | 伊森（Ethan）                             | 單集：“Slam Dunk”                                                          |
| 2001        | 《馬克斯·比克福德的教育》 | 喬什·豪利特（Josh Howlett）                      | 單集：“Herding Cats”                                                       |
| 2003        | 《傑克之家》 （英語：Jack's House）   | 不適用                               | 電視電影                                                                   |
| 2003        | 《失蹤現場》              | 不適用                               | 單集：“The Source”                                                         |
| 2003        | 《CSI犯罪現場》           | 羅納·金賽-康弗（Rhone Kinsey-Confer）                   | 單集：“Forever”                                                            |
| 2003        | 《朝我開槍》              | 馬丁（A Simple Kiss of Fate）                             | 單集：“Forever”                                                            |
| 2003-2005   | 《天國的女兒》            | 加文·普萊斯（Gavin Price）                      | 常設角色；16集                                                             |
| 2004        | 《逝者能言》              | 巴迪·霍利／角框眼鏡（Buddy Holly / Horned Rimmed Glasses）              | 單集：“Is That Plutonium in Your Pocket, or Are You Just Happy to See Me?” |
| 2004        | 《24反恐任務》            | 威廉·科爾（William Cole）                        | 2集                                                                        |
| 2004        | 《殺人王曼森》            | 傑·賽百靈（Jay Sebring）                        | 電視電影                                                                   |
| 2004        | 《海岸情緣》              | 伊恩·斯特勞布（Ian Straub）                    | 單集：試播集                                                               |
| 2004        | 《北海迷情》              | 伯特威斯爾醫生（Dr. Burtwhistle）                   | 單集：“Meteor Shower”                                                      |
| 2004        | 《醫霧調查》              | 加里·里森（Gary Riesen）                        | 單集：“Escape”                                                             |
| 2004        | 《五胞胎》                | 斯凱爾斯教練（Coach Scales）                     | 單集：“Teacher's Pet”                                                      |
| 2004        | 《威尔与格蕾丝》          | 艾倫（Alan）                             | 單集：“Saving Grace, Again: Part 1”                                        |
| 2004        | 《雪》                    | 巴克·西格（Buck Seger）                        | 電視電影                                                                   |
| 2005        | 《失明正義》              | 克萊·西蒙斯（Clay Simmons）                      | 單集：“Four Feet Under”                                                    |
| 2005        | 《全天候監視》            | 道格·塔夫脫（Doug Taft）                      | 單集：試播集                                                               |
| 2005        | 《雪山鎮》                | 亨利·瓦利多醫生（Dr. Henry Validor）                  | 單集：“Oh, the Places You'll Go”                                           |
| 2005        | 《CSI犯罪現場：邁阿密》   | 肯·甘農（Ken Gannon）                          | 單集：“Blood in the Water”                                                 |
| 2005        | 《辣快媽媽瑞芭秀》        | 帕克斯牧師（Reverend Parks）                       | 單集：“And God Created Van”                                                |
| 2005        | 《魔法雙星》              | 坦托斯（Thantos）                           | 電視電影                                                                   |
| 2006        | 《律政狂鲨》              | 查理·班德醫生（Dr. Charlie Bender）                    | 單集：“Dr. Feelbad”                                                        |
| 2006        | 《丑女贝蒂》              | 時尚電視主播                         | 單集：“The Lyin', the Watch and the Wardrobe”                              |
| 2006-2007   | 《美眉校探》              | 漢克·蘭德里教授（Professor Hank Landry）                  | 常設角色；8集                                                              |
| 2006-2007   | 《律政俏主婦》            | 邁克·巴赫納（Mike Bachner）／ 維德夫人的律師（Mrs. Veeder's lawyer） | 2集                                                                        |
| 2007        | 《點到即止》              | 馬克·蔡斯（Mark Chase）                        | 單集：“Dummy”                                                              |
| 2007        | 《魔法雙星2：魔力再現》   | 坦托斯（Thantos）                           | 電視電影                                                                   |
| 2007        | 《歡聲笑語》              | 史蒂夫（Steve）                           | 單集：試播集                                                               |
| 2007        | 《识骨寻踪》              | 特里·斯廷森（Terry Stinson）                      | 單集：“Boy in the Time Capsule”                                            |
| 2007        | 《重返犯罪現場》          | 雷·文森特（Ray Vincent）                        | 單集：“Corporal Punishment”                                                |
| 2007        | 《拉斯維加斯》            | 泰德·萊安德羅斯（Ted Leandros）                  | 單集：“The High Price of Gas”                                              |
| 2008        | 《波士顿法律》            | 斯坦利·古爾德律師（Attorney Stanley Gould）                | 單集：“Mad About You”                                                      |
| 2008        | 《火线警告》              | 澤克（Zeke）                             | 單集：“Trust Me”                                                           |
| 2008        | 《清潔工》                | 湯姆·達戈斯蒂諾（Tom D'Agostino）                  | 單集：“Rebecca”                                                            |
| 2008        | 《雪2：大腦凍結》         | 巴克·西格（Buck Seger）                        | 電視電影                                                                   |
| 2008-2009   | 《天使紅娘》              | 雷·霍華德／赫淮斯托斯（Ray Howard / Hephaestus）            | 主要角色；8集                                                              |
| 2009        | 《重返重案組》            | 斯坦頓醫生（Dr. Stanton）                       | 單集：“Mirror Ball”                                                        |
| 2009        | 《心計》                  | 蘭德·福克（Rand Faulk）                        | 單集：“Carnelian, Inc.”                                                    |
| 2009        | 《搞笑占》                | 丹尼爾（Daniel）                           | 單集：“The Yoga Bear”                                                      |
| 2009        | 《美女上错身》            | 凱文·漢森（Kevin Hanson）                        | 單集：“The Dress”                                                          |
| 2009        | 《撞車》                  | 喬納斯·迪克森（Jonas Dixon）                    | 2集                                                                        |
| 2009-2010   | 《三棲大丈夫》            | 泰德·普萊斯（Ted Price）                      | 常設角色；10集                                                             |
| 2010        | 《從難入手》              | 律師                                 | 單集：試播集                                                               |
| 2010        | 《妙女神探》              | 內特（Nate）                             | 單集：“Boston Strangler Redux”                                             |
| 2010        | 《斯凡特拉娜》            | 牧師                                 | 單集：“You're Svencome”                                                    |
| 2010        | 《CSI犯罪現場：紐約》     | 查爾斯·里奇莫爾（Charles Richmore）                  | 單集：“Shop Till You Drop”                                                 |
| 2010-2011   | 《Gigantic》              | 約翰·摩爾（John Moore）                        | 常設角色；13集                                                             |
| 2011        | 《工人階層》              | 羅伯·帕克（Rob Parker）                        | 主要角色；8集                                                              |
| 2011        | 《魅力克利夫蘭》          | 理查德（Richard）                           | 單集：“Unseparated at Birthdates”                                          |
| 2011        | 《私人诊所》              | 羅伯特·韋斯頓（Robert Weston）                    | 單集：“Breaking the Rules”                                                 |
| 2012        | 《绝望的主妇》            | 弗蘭克（Frank）                           | 2集                                                                        |
| 2012        | 《天堂执法者》            | 托尼·丹尼斯（Tony Denis）                      | 單集：“Kupale”                                                             |
| 2012        | 《西镇警魂》              | 丹尼斯·納恩醫生，獸醫（Dr. Dennis Nunn, DVM）            | 單集：“8 Seconds”                                                          |
| 2012        | 《追蹤者》                | CEO安德森（CEO Anderson）                        | 單集：“Little Green Men”                                                   |
| 2012        | 《心理追兇》              | 巴里·弗林（Barry Flynn）                        | 單集：“Magnificent Light”                                                  |
| 2012-2013   | 《新聞編輯室》            | 托尼·哈特（Tony Hart）                        | 2集                                                                        |
| 2013        | 《灵书妙探》              | 彼得·門羅（Peter Monroe）                        | 單集：“Reality Star Struck”                                                |
| 2013        | 《好母親》 （英語：The Good Mother）     | 斯科特（Scott）                           | 電視電影                                                                   |
| 2013        | 《醜聞》                  | 邁耶斯參議員（Senator Meyers）                     | 單集：“Say Hello to My Little Friend”                                      |
| 2014        | 《飛越九霄》              | 理查德·摩根（Richard Morgan）                      | 電視電影                                                                   |
| 2014        | 《小律師大作為》          | 保羅·利維（Paul Levy）                        | 單集：“Deep Throat”                                                        |
| 2014        | 《醫人當自強》            | 奧利弗·勒貝克斯醫生（Dr. Oliver Lebackes）              | 單集：“You Be Illin”                                                       |
| 2015        | 《天蠍》                  | 斯蒂芬·凱恩上尉（Captain Stephen Caine）                  | 單集：“Love Boat”                                                          |
| 2015-2022   | 《絕命律師》              | 霍華德·漢姆林                        | 主要角色；59集                                                             |
| 2016        | 《卡薩維塔》 （英語：Casa Vita）   | 威利斯教練（Coach Willis）                       | 電視電影                                                                   |
| 2016        | 《格林》                  | 尤金·福布斯醫生（Dr. Eugene Forbes）                  | 單集：“Skin Deep”                                                          |
| 2017        | 《福爾摩斯新傳》          | 拉斯·韋斯特加德（Lars Vestergaard）                  | 單集：“Dead Man's Tales”                                                   |
| 2017； 2021 | 《魔鬼神探》              | 里斯·蓋蒂（Reese Getty）                        | 單集：“Off The Record”（2017年）； 單集：“Partners 'Til the End”（2021年） |
| 2018        | 《神盾局特工》            | 蓋烏斯·波納里安參議員（Senator Gaius Ponarian）            | 單集：“Fun & Games”                                                        |
| 2018        | 《黑色代碼》              | 歐文·愛德華茲（Owen Edwards）                    | 3集                                                                        |
| 2019        | 《殺手進城》              | 太空爸爸（Space Dad）                         | 單集：“The Power of No”                                                    |
| 2019        | 《康納一家》              | 詹姆士（James）                           | 單集：“Nightmare on Lunch Box Street”                                      |
| 2019-2021   | 《命運寫手》              | 菲爾（Phil）                             | 主要角色；11集                                                             |
| 2020        | 《菜鳥老醫師卡蘿》        | 路易士醫生（Dr. Lewis）                       | 4集                                                                        |
| 2020        | 《黑色星期一》            | 普特南州長（Governor Putnam）                       | 3集                                                                        |
| 2021        | 《晨間直播秀》            | 傑夫（Jeff）                             | 單集：“It's Like the Flu”                                                  |
| 2022        | 《戈迪塔編年史》          | 弗蘭克先生（Mr. Frank）                       | 4集                                                                        |

## 獲獎和提名
| 年份 | 獎項           | 類別                                    | 提名作品     | 結果 | 來源   |
| ---- | -------------- | --------------------------------------- | ------------ | ---- | ------ |
| 2021 | 美國演員工會獎 | 最佳劇情類劇集整體演出                  | 《絕命律師》 | 提名 | [ 15 ] |
| 2022 | 土星獎         | 最佳廣播網或有線電視劇男配角 （英語：Saturn Award for Best Supporting Actor on Television） | 《絕命律師》 | 提名 | [ 16 ] |

## 外部連結
- 官方网站
- 帕特里克·法比安在互联网电影资料库（IMDb）上的資料（英文）
- 帕特里克·法比安的Instagram帳戶